# Kozakken Boys
Kozakken Boys is een Nederlandse amateurvoetbalvereniging uit Werkendam in de Noord-Brabantse gemeente Altena. De club werd opgericht op 13 april 1932. Het standaardelftal komt in het seizoen 2025/2026 uit op het hoogste amateurniveau in de Tweede Divisie. Het eerste vrouwenvoetbalelftal komt uit in de vierde klasse. De clubkleuren van Kozakken Boys zijn rood en wit. Het shirt is wit met het clublogo op het hart, de broek en kousen zijn rood.

## Historie
Het eerste georganiseerde voetbal dat gespeeld werd in Werkendam vond plaats tijdens de mobilisatie in de periode 1914-1918 door militairen die in het dorp gelegerd waren. Pas enige tijd later, in 1924, werd de eerste voetbalclub opgericht: de Werkendamse Voetbal Vereniging (WVV). Kort daarna ontstonden ook andere voetbalverenigingen als Door Vrienden Opgericht (DVO), Samenspel Overwint Werkendam (SOW) en Excelsior, maar die verdwenen weer even snel. De clubs hadden in die jaren moeite om leden aan zich te binden, aangezien een groot deel van de bevolking buitenaf werkte in de Biesbosch en de hele week (of weken) van huis was.
Op 13 april 1932 werd SVW (Steeds Voorwaarts Werkendam) opgericht om een tweede vereniging in Werkendam in het leven te roepen als tegenhanger van DVO. Toen in 1935 SVW werd overgeschreven van de Brabantsche Voetbalbond (BVB) naar de KNVB bleek er al een vereniging met die naam te bestaan in Gorinchem, waardoor dat jaar de naam werd gewijzigd van SVW in Kozakken Boys. De nieuwe clubnaam heeft te maken met de 'Kozakkenstoep', een plaatselijk terrein langs de Merwede waar veelal door de voetbalvereniging gespeeld werd. Het terrein dankt zijn naam aan de Kozakken, die in 1813 op deze plaats de rivier de Merwede overstaken op hun historische tochten door Europa.
In 1939 is WVV opgehouden te bestaan, waarna een groot deel van de leden zich liet overschrijven naar de Boys. Sindsdien is Kozakken Boys de enige voetbalclub in Werkendam. De club speelde altijd al op zaterdag en tekende het convenant dat opgesteld was tussen de KNVB en de Belangenvereniging Zaterdagvoetbal (BZV) om te kunnen garanderen dat wedstrijden op zaterdag gespeeld kunnen worden.

## Resultaten

### Beginperiode t/m 1970
Tot en met de Tweede Wereldoorlog speelde de Kozakken Boys binnen de amateurafdelingen van de Brabantsche Voetbalbond en later de KNVB. Vanaf 1940 promoveerde clubs uit het hoogste niveau van de Brabantsche Voetbalbond (BVB) naar de Vierde Klasse van de KNVB. De opmars startte vanaf 1945 en sindsdien heeft de Kozakken Boys zich in de opeenvolgende decennia gestaag vanuit de 4e klasse zaterdagamateurs opgewerkt naar het hoogste amateurniveau.

### Periode Eerste Klasse 1971 t/m 1996
Vanaf seizoen 1970-1971 werd de Eerste klasse ingevoerd in het amateurvoetbal, waarin de Boys vanaf de start aanwezig waren. In deze periode werd het eerste kampioenschap in de hoogste klasse gevierd in het seizoen 1984-1985. In dit seizoen werd vervolgens met SV Spakenburg en GVVV gestreden om de zaterdagtitel. De Kozakken Boys en Spakenburg eindigden gelijk en was er een beslissingswedstrijd nodig. Uiteindelijk won Spakenburg de algehele zaterdagtitel in de laatste minuten met 3-2, na een onderbreking van een halfuur, terwijl van beide teams twee spelers uit het veld werden gestuurd.
Een volgend noemenswaardig seizoen was dat van 1989-1990, dit werd in mineur afgesloten met een 14e plaats, waarna degradatie naar de Tweede Klasse een feit was en er niet meer op het hoogste niveau werd gevoetbald. In het volgende seizoen 1990-1991 werd dit hersteld door het kampioenschap van de tweede klasse en promotie naar de Eerste Klasse. Direct daarna werd deze positieve lijn doorgetrokken en werden in 1992, 1993 en 1995 titels gevierd op het hoogste niveau. In de deze periode werd het algeheel zaterdagkampioenschap niet gewonnen.

### Periode Hoofdklasse 1997 t/m 2010
Per seizoen 1996-1997 werd de Hoofdklasse ingevoerd door middel van herbenoeming van de drie Eerste klassen naar Hoofdklasse. Hierin werd uitgekomen tot seizoen 2002-2003, want dat jaar werd afgesloten op de 14e positie en was degradatie naar de Eerste klasse een feit. Net als de degradatie in voorgaande periode duurde het niet uitkomen op het hoogste amateurniveau ook slechts één seizoen, aangezien in het daarop volgende seizoen direct een kampioenschap werd gevierd en de terugkeer in de Hoofdklasse werd gerealiseerd.
Tevens speelde de club enkele malen in de landelijke bekercompetitie. Zo speelde het thuiswedstrijden tegen PSV in de tweede ronde (seizoen 2006/07) uitslag 0-2 en tegen Ajax in de tweede ronde (seizoen 2007/08) uitslag 1-2 na verlenging.
Het seizoen 2009-2010 werd beëindigd op de 8e positie, waardoor promotie naar de ingevoerde Topklasse niet werd behaald. Vanaf het seizoen 2010-2011 bleef Kozakken Boys spelen in de Hoofdklasse, het op een na hoogste amateurniveau.

### Periode Topklasse 2010 t/m 2016
De doelstelling van de Kozakken Boys was om zo snel als mogelijk de promotie naar de Topklasse te realiseren. Deze strijd duurde twee seizoenen, want seizoen 2011-2012 bleek zeer succesvol. Het reguliere seizoen in de Hoofdklasse B werd beëindigd op de 2e plaats, waarbij het kampioenschap met een punt achterstand werd gemist. Tot op de laatste speeldag streden Scheveningen en ASWH samen met de Kozakken Boys om de titel, waarbij alle drie de ploegen hun wedstrijd wonnen en het kampioenschap uiteindelijk werd gevierd in Scheveningen. Deze teleurstelling kwam men snel te boven door voor de eerste maal in de geschiedenis de Districtsbeker Zuid I te winnen. Als bekroning op het seizoen werd in de nacompetitie de promotie afgedwongen naar de Topklasse, zodat de Boys in seizoen 2012-2013 weer op het hoogste amateurniveau voetbalt.
Voor Kozakken Boys is seizoen 2014-2015 een historische gebleken: onder leiding van trainers Arie Schep, Danny Buijs en Ton Cornelissen werd Kozakken Boys kampioen van de Topklasse Zaterdag. Daarmee was de club voor het eerst in zijn bestaan algeheel zaterdagkampioen van Nederland.
In deze periode werd ook diverse malen uitgekomen in het KNVB bekertoernooi, met als hoogtepunt het bereiken van de achtste finale (laatste zestien) in seizoen 2015-2016. Tegen AZ werd in een thuiswedstrijd met 3-1 verloren, waarin de beslissing pas in de laatste 10 minuten tot stand kwam. Zo ver waren De Boys nog nooit gekomen en geldt als een van de hoogtepunten in de historie van de club.

### Periode Tweede divisie 2016 t/m heden
Vanaf seizoen 2016-2017 is door de KNVB de Tweede divisie weer in het leven geroepen, waarbij vanuit de zaterdagamateurs de eerste zeven voetbalclubs uit de Topklasse seizoen 2015-2016 zich zouden plaatsen. Met een vierde plaats konden ze uit gaan komen in de Tweede Divisie.
Op 24 augustus 2016 wist Kozakken Boys zich te plaatsen voor het hoofdtoernooi van de KNVB Beker 2016/17 door met 1-5 te winnen van AFC. In de eerste ronde wist Kozakken Boys op 20 september 2016 met 3-0 te winnen van Eerstedivisieclub Helmond Sport. Op een vol Sportpark de Zwaaier werd er dankzij goals van Raily Ignacio, Gwaeron Stout en Everton Pires Tavares voor het eerst in de historie in een officieel duel gewonnen van een betaald voetbalteam.
In de tweede ronde van de KNVB beker werd Kozakken Boys door Eljero Elia, die de loting verrichtte, gekoppeld aan AFC Ajax. Negen jaar na het eerste wedstrijd tegen Ajax mochten ze opnieuw aantreden tegen deze tegenstander. Op woensdag 26 oktober 2016 verloren ze met 6-1 op De Zwaaier.

## Accommodatie
In de eerste jaren werd gevoetbald op velden in de uiterwaarden van de Merwede aan de Kozakkenstoep langs de Sleeuwijksedijk. Nadelen van deze locatie waren dat bij hoog water de velden onder water kwamen te staan en dat de voorzieningen minimaal waren. Pas in de jaren vijftig werden plannen om een voetbalcomplex te bouwen concreet en verhuisde de club in 1959 naar een nieuwe locatie langs de Wilgenlaan. Deze locatie lag in een nieuwbouwwijk die nog in ontwikkeling was en in de jaren erna werd het complex omsloten door een viertal lanen. In 1979 kreeg het sportcomplex dan ook de toepasselijke naam De Vierlaan. Vanaf het moment dat dit complex werd betreden zijn gaandeweg, voornamelijk door vrijwilligers, de kleedkamers, kantine en uiteindelijk ook een tribune gebouwd.
De vereniging groeide en speelde in de hoogste amateurklasse, maar uitbreiden was niet mogelijk. De locatie van De Vierlaan was inmiddels voor de gemeente een interessante locatie geworden om een andere bestemming te geven, naar later bleek onder andere de nieuwbouw van het Gemeentehuis van Werkendam. Na jaren van overleg werd in de jaren negentig een nieuwe locatie gevonden aan de buitenzijde van het dorp.
Aan het einde van de 20e eeuw begon de bouw van het nieuwe sportcomplex in de Werkense Polder en in 2001 betrokken de Kozakken Boys Sportpark de Zwaaier. De Zwaaier heeft met zijn moderne faciliteiten en zestal velden een goede basis om de groei van de vereniging te huisvesten en aan de eisen te voldoen voor de hoogste klassen van het amateurvoetbal.
Het sportcomplex biedt ruimte aan 5000 toeschouwers, waarvan 600 overdekte zitplaatsen op de tribune aan de westzijde. Sinds de zomer van 2013 is er aan de oostzijde een overkapping boven de staantribune over de gehele breedte van het veld. Deze staantribune heeft de naam 'De Kozakkenstoep' gekregen.
Onderstaande grafiek laat het gemiddelde aantal supporters zien van de thuiswedstrijden op De Zwaaier vanaf het seizoen 2004/05.
| 1000 |

| 0900 |

| 1000 |

| 1100 |

| 1000 |

| 1100 |

| 1000 |

| 1100 |

| 1100 |

| 1300 |

| 1500 |

| 1400 |

| 1100 |

| 0900 |

| 1300 |

| 1100 |

Toeschouwersaantallen op het sportpark De Zwaaier zijn gemiddeld rond de 1.100. In seizoenen waar Kozakken Boys meedraait in de top stijgt dit richting de 1.500. Bij topwedstrijden zijn toeschouwersaantallen van meer dan tweeduizend niet ongewoon. Het hoogste toeschouwersaantal op sportpark De Zwaaier bedraagt 5.000, in de bekerwedstrijden tegen Ajax en AZ.

## Erelijst
Nationaal
- KNVB beker: laatste 16 in 2016, 2019

Afdelingtitels zaterdagamateurs
- Districtsbeker Zuid I: 2012
- Topklasse: 2015
  - periodetitel: 2014
- Hoofdklasse: 1985, 1992, 1993, 1995
  - periodetitel: 2005, 2007, 2008, 2012
- Eerste klasse: 1991, 2004
- Tweede klasse: 1957, 1961
- Derde klasse: 1948, 1955
- Vierde klasse: 1946

Regionaal
- Provincie Brabant Cup[3]: 2013, 2014
- EM Cup[4]: 2016
- Nieuwsblad Cup[5]: 2004, 2012, 2014, 2015

## Competitieresultaten vanaf 1947
| 3 4C |

| 3 4C |

| 1 4D |

| 3 3B |

| 10 3B |

| 3 4D |

| 6 4D |

| 5 4D |

| 1 4C |

| 7 3B |

| 1 3B |

| 5 |

| 9 |

| 2 3B |

| 1 3B |

| 4 |

| 7 2A |

| 7 2B |

| 3 2A |

| 8 2B |

| 8 2B |

| 2 2B |

| 3 2C |

| 3 2A |

| 8 1A |

| 6 1A |

| 3 1A |

| 5 1A |

| 10 1A |

| 11 1B |

| 12 1A |

| 6 1A |

| 10 1B |

| 10 1A |

| 8 1A |

| 12 1A |

| 11 1A |

| 5 1A |

| 1 1A |

| 2 1A |

| 12 1B |

| 4 1B |

| 2 1B |

| 14 1B |

| 1 2B |

| 1 1B |

| 1 1B |

| 8 1B |

| 1 1B |

| 5 1B |

| 8 A |

| 11 A |

| 8 B |

| 7 B |

| 11 B |

| 10 A |

| 14 A |

| 1 1B |

| 3 A |

| 10 B |

| 5 A |

| 4 B |

| 11 B |

| 8 B |

| 6 B |

| 2 B |

| 8 |

| 7 |

| 1 |

| 4 |

| 2 |

| 2 |

| 7 |

| -- |

| -- |

| 16 |

| 13 |

| 17 |

| 2 |

2019/20: Dit seizoen werd na 24 speelrondes stopgezet vanwege de uitbraak van het COVID-19-virus. Er werd voor dit seizoen geen eindstand vastgesteld.
2020/21: Dit seizoen werd na 6 speelrondes stopgezet vanwege de uitbraak van het COVID-19-virus. Er werd voor dit seizoen geen eindstand vastgesteld.
| Tweede Divisie | Topklasse Derde divisie | Hoofdklasse | Eerste klasse | Tweede klasse | Derde klasse | Vierde klasse |

In elke staaf van de grafiek staat van boven naar beneden vermeld: 
- Eindnotering

Dit is de positie die de club heeft bereikt in de competitie, zonder eventuele beslissings-, play-off- of nacompetitiewedstrijden die nodig zijn geweest om bijvoorbeeld de kampioen van de competitie te bepalen.
Indien een * achter het getal staat is de notering een tussenstand en kan het zijn dat de notering niet overeenkomt met de uiteindelijke eindstand van de competitie.
Staat er een - dan is het seizoen nog bezig en is er geen definitieve uitslag bekend.
Staat er xx op de positie van de notering, dan heeft de club vroegtijdig de competitie verlaten. Dit kan onder andere komen door terugtrekking van het team, faillissement van de club of door een uitgedeelde straf van de KNVB. In veel gevallen staat elders in het artikel de reden vermeld.
Staat er een ? dan is het resultaat uit het verleden onbekend, en is alleen de competitie of het niveau bekend van dat seizoen.
In de seizoenen 2019/20 en 2020/21 werd wegens de coronacrisis het amateurvoetbal afgebroken. Daardoor kennen deze staven geen eindklassering (middels -- weergegeven).
- Competitieniveau en afdelingsletter of Officiële eindstand Eredivisie
  - Competitieniveau en afdelingsletter

Hierbij geeft het getal het niveau weer, dat ook terug te vinden is in de legenda. De letter is de afdelingsaanduiding en wordt gebruikt wanneer er meer afdelingen zijn op hetzelfde niveau. De afdelingsletter is altijd een hoofdletter en wordt meestal zonder nummer gebruikt.
Voorbeeld: 2F is niveau 2e klasse competitie F.
Het competitieniveau en nummer wordt niet vermeld wanneer er slechts één competitie van dit niveau was.
  - Officiële eindstand Eredivisie (getal staat tussen haakjes vermeld)

Sinds de introductie van play-offwedstrijden voor Europees voetbal na afloop van de reguliere competitie in 2005/06, is de KNVB verplicht een eindstand van de Eredivisie door te geven aan de UEFA aan de hand van deze play-offwedstrijden.
Bij deze eindstand staan clubs die zich hebben gekwalificeerd voor Europees voetbal hoger dan clubs die zich niet wisten te kwalificeren. Indien er geen verschil was tussen de eindnotering en de officiële eindstand, staat dit getal niet vermeld.

- Onderafdeling

Hier staat afgekort de naam van de onderafdeling indien de club in dat jaar in een onderafdeling uitkwam. Tevens staat deze afkorting in de legenda en wordt gelinkt naar het artikel over deze onderafdeling. Deze afkorting wordt alleen vermeld wanneer de club in het verleden in verschillende onderafdelingen heeft gespeeld. Deze vermelding is in de staaf altijd in kleine letters. Deze onderafdelingen zijn na het seizoen 1995/96 afgeschaft. Heeft de club in slechts één onderafdeling gespeeld, dan is dit alleen terug te vinden in de legenda.
Onder de staaf staat het jaartal vermeld waarin het seizoen is afgesloten. 15 verwijst naar het seizoen 2014/15 of eventueel het seizoen 1914/15.
Wanneer een staaf leeg is, zijn deze gegevens niet bekend. Het kan ook zijn dat de club dat seizoen niet heeft meegespeeld op het hogere amateurniveau, vroegtijdig de competitie heeft verlaten of uit de competitie is gezet.

In het seizoen 1944/45 was er wegens de Tweede Wereldoorlog geen regulier competitievoetbal.

## Kozakken Boys in de KNVB Beker
Dit schema laat de resultaten zien van Kozakken Boys tegen profclubs in de KNVB Beker.
| Seizoen | Ronde     | Wedstrijd                       | Uitslag        |
| ------- | --------- | ------------------------------- | -------------- |
| 1984/85 | 1e ronde  | Kozakken Boys - FC Den Bosch'67 | 0-2            |
| 1985/86 | 2e ronde  | Kozakken Boys - PEC Zwolle'82   | 0-2            |
| 1986/87 | 1e ronde  | Kozakken Boys - BV Veendam      | 1-2 n.v.       |
| 1989/90 | 1e ronde  | Kozakken Boys - sc Heerenveen   | 1-4            |
| 1992/93 | 1e ronde  | VVV - Kozakken Boys             | 4-1            |
| 1993/94 | 2e ronde  | SBV Excelsior - Kozakken Boys   | 6-0            |
| 1995/96 | Groep 10  | Kozakken Boys - FC Utrecht      | 0-2            |
| 1995/96 | Groep 10  | Kozakken Boys - FC Den Haag     | 0-3 *          |
| 1995/96 | Groep 10  | Kozakken Boys - FC Utrecht      | 0-2            |
| 1995/96 | Groep 10  | Kozakken Boys - FC Den Haag     | 0-3            |
| 1996/97 | Groep 8   | Dordrecht '90 - Kozakken Boys   | 2-1            |
| 1996/97 | Groep 8   | Kozakken Boys - NAC Breda       | 2-3            |
| 1999/00 | Groep 13  | Kozakken Boys - Dordrecht '90   | 2-4            |
| 2005/06 | 1e ronde  | Kozakken Boys - RKC Waalwijk    | 0-4            |
| 2006/07 | 2e ronde  | Kozakken Boys - PSV             | 0-2            |
| 2007/08 | 2e ronde  | Kozakken Boys - AFC Ajax        | 1-2 n.v.       |
| 2012/13 | 2e ronde  | Kozakken Boys - sc Heerenveen   | 0-4            |
| 2013/14 | 3e ronde  | Kozakken Boys - FC Utrecht      | 1-2 n.v.       |
| 2015/16 | 8e finale | Kozakken Boys - AZ Alkmaar      | 1-3            |
| 2016/17 | 1e ronde  | Kozakken Boys - Helmond Sport   | 3-0            |
| 2016/17 | 2e ronde  | Kozakken Boys - AFC Ajax        | 1-6            |
| 2017/18 | 1e ronde  | Kozakken Boys - De Graafschap   | 1-1 (4-3 n.s.) |
| 2017/18 | 2e ronde  | PEC Zwolle - Kozakken Boys      | 3-2 n.v.       |
| 2018/19 | 2e ronde  | Kozakken Boys - Almere City FC  | 2-1            |
| 2018/19 | 8e finale | Kozakken Boys - Vitesse         | 1-2            |
| 2021/22 | 1e ronde  | Kozakken Boys - Telstar         | 1-2 n.v.       |
| 2022/23 | 1e ronde  | Kozakken Boys - Vitesse         | 2-2 (5-4 n.s.) |
| 2022/23 | 2e ronde  | PEC Zwolle - ADO Den Haag       | 1-3            |

- 1995/96 De wedstrijd tegen FC Den Haag werd in stadion De Vliert te 's Hertogenbosch gespeeld.

## A-selectie 2017/2018

### Spelers
| Nr.           | Nat.               | Naam                 | Seizoen | Vorige club   |
| Keepers       | Keepers            | Keepers              | Keepers | Keepers       |
| ------------- | ------------------ | -------------------- | ------- | ------------- |
| 1             | Vlag van Nederland | Richard Arends       | 1e      | SV Spakenburg |
| 30            | Vlag van Nederland | Aschwin Bakema       | 1e      | Alblasserdam  |
| 33            | Vlag van Nederland | Dhanesh Ghiraw       |         |               |
| 34            | Vlag van Nederland | Nils den Hartog      | 2e      | RKC Waalwijk  |
| Verdedigers   |                    |                      |         |               |
| 2             | Vlag van Nederland | Frenk Keukens        | 1e      | TOP Oss       |
| 3             | Vlag van Nederland | Mats van Huijgevoort |         |               |
| 4             | Vlag van Curaçao   | Quentin Jakoba       |         |               |
| 5             | Vlag van Nederland | Sander Heesakkers    |         |               |
| 14            | Vlag van Nederland | Sven van Ingen       | 1e      | TEC           |
| 20            | Vlag van Nederland | Sanny Monteiro       | 2e      | VV Zwaluwen   |
| 22            | Vlag van Nederland | Jeffrey van Nuland   | 2e      | Helmond Sport |
| 23            | Vlag van Nederland | Norichio Nieveld     |         |               |
| Middenvelders |                    |                      |         |               |
| 5             | Vlag van Nederland | Royston Drenthe      |         |               |
| 6             | Vlag van Nederland | Leon Bot             | 8e      | LRC Leerdam   |
| 8             | Vlag van Nederland | Yassin Ouja          |         |               |
| 12            | Vlag van Nederland | Bassou Boulghalgh    |         |               |
| 17            | Vlag van Nederland | Jeffrey Rijsdijk     |         |               |
| 21            | Vlag van Nederland | Mark Veenhoven       |         |               |
| Aanvallers    |                    |                      |         |               |
| 7             | Vlag van Nederland | Don Bolsius          |         |               |
| 9             | Vlag van Nederland | Jordie van der Laan  |         |               |
| 10            | Vlag van Nederland | Kay Tejan            |         |               |
| 11            | Vlag van Nederland | Tyrone Conraad       |         |               |
| 16            | Vlag van Nederland | Tarik Fagrach        |         |               |
| 19            | Vlag van Nederland | Johnny Lommers       |         |               |
| 24            | Vlag van Nederland | Nizar Mekkaoui       |         |               |
| 36            | Vlag van Curaçao   | Charlton Vicento     |         |               |

Team per 04 februari 2020.

### Trainers
| Naam              | Functie        |
| ----------------- | -------------- |
| Rick Adjei        | Trainer        |
| François van Gool | Keeperstrainer |

## Bekende (oud-)spelers

### Nederlanders
- Abdulsamed Abdullahi
- Rochdi Achenteh
- Quincy Allée
- Taoufik Ameziane
- Richard Arends
- Elroy Asmus
- Richie Basoski
- Danny Buijs
- Wilco van Buuren
- Thijs Houwing
- Quentin Jakoba
- Roland Jansen
- Theo Lucius
- Alje Schut
- Wesley Pollemans
- Patrick Dumee
- Ahmad Mendes Moreira
- Pascal de Nijs
- Berry Powel
- Niels Vorthoren
- Johan van der Werff
- Rowin van Zaanen
- Abdenasser El Khayati
- Arda Havar
- Ismaïl Yıldırım
- Royston Drenthe
- Frenk Keukens
- Yordi Teijsse
- Hans Alleman
- Ton du Chatinier
- Ton Cornelissen
- Jan Everse
- Michel Langerak
- Hans van der Zee
- Ramón ten Hove
- Lorenzo Piqué
- Grad Damen
- Charlton Vicento
- Raily Ignacio
- Juriën Gaari
- Norichio Nieveld
- Jeffrey Rijsdijk

### Overig
- Mario Bilate
- Yoann de Boer
- Samuel Scheimann

## Bekende (oud-)trainers
- Hans Alleman
- Ton du Chatinier
- Ton Cornelissen
- Jan Everse
- Michel Langerak
- Hans van der Zee
- Danny Buijs
- Ruud Brood

Achilles Veen · VV Almkerk · VV Altena · VV Be Ready · Dussense Boys · VV GDC · GRC '14 · Kozakken Boys · NOAD '32 · VV Sleeuwijk · Sparta '30 · Wilhelmina '26 · VV Woudrichem